# Le Dernier Duel
Pour plus de détails, voir Fiche technique et Distribution.
Le Dernier Duel (The Last Duel) est un film de procès dramatique historique américano-britannique réalisé par Ridley Scott et sorti en 2021.
Le film se déroule en 1386, en Normandie et raconte les circonstances du duel Carrouges-le Gris. Le chevalier Jean de Carrouges, de retour d'un voyage à Paris, retrouve son épouse, Marguerite de Thibouville. Celle-ci accuse l'écuyer Jacques le Gris, vieil ami de son époux, de l'avoir violée. Le Gris se dit innocent. L'affaire remonte jusqu'aux plus hautes sphères du pouvoir, le roi de France Charles VI doit décider s'il y aura un « procès par le combat », selon le souhait du chevalier. Ce duel est censé déterminer la vérité. Si son mari est vaincu, Marguerite de Thibouville sera brûlée vive pour fausse accusation. Ruiné, Jean de Carrouges est peu soutenu, alors que Jacques le Gris peut compter sur le soutien du puissant comte Pierre II d'Alençon,.
Il s'agit de l'adaptation du roman historique Le Dernier Duel (en) d'Eric Jager sur le duel de 1386, un des derniers duels judiciaires en France, lui-même inspiré par la chronique de Jean de Wavrin faite près de cent ans plus tard,. L'acteur américain Matt Damon y interprète le rôle de Jean de Carrouges, Jacques le Gris est interprété par Adam Driver et Marguerite de Thibouville par Jodie Comer.
Il est présenté en avant-première et hors compétition à la Mostra de Venise 2021 en septembre 2021, avant sa sortie au cinéma en octobre suivant. Le film, qui s'ouvre sur le début du duel, est construit en trois flashbacks sur ce qui a conduit à ce fameux duel : la vérité selon Jean de Carrouges, la vérité selon Jacques le Gris, la vérité selon Marguerite de Thibouville. Malgré des critiques globalement positives dans la presse, le film est un échec au box-office. Il se « rattrape » commercialement en partie sur le marché de la vidéo à la demande,.

## Synopsis
Le film commence en 1386 à Paris où Jean de Carrouges et Jacques Le Gris se préparent à s'affronter sous les yeux du roi Charles VI, Marguerite de Thibouville, l'épouse de Jean et la cour. Un flash back débute alors pour expliquer ce qui a provoqué le dernier duel judiciaire français. 
Point de vue de Jean de Carrouges
Durant la guerre de Cent ans, Jean de Carrouges et Jacques le Gris sont écuyers et prêtent allégeance au comte Pierre d'Alençon, nommé seigneur de la région par Charles VI. Au cours d'une fête, Jean rencontre Robert de Thibouville, un riche propriétaire et sa fille Marguerite. Un mariage arrangé est conclu, Jean peut améliorer ses finances grâce à la dot et Robert, via le nom des Carrouges, un titre. Jean déchante vite en découvrant qu'Aunou-le-Faucon, sur lequel il avait des vues, a été vendue juste avant le mariage pour payer les taxes de Robert en cadeau à Jacques, devenu le favori du Comte d'Alençon. Jean porte l'affaire devant le roi, qui est classée sans suite. Les relations entre les deux hommes se tendent davantage quand le père de Jean meurt et que par décision du Comte, Jacques hérite de la capitainerie familiale à sa place. 
Un an plus tard, les deux hommes se réconcilient en apparence lors d'une fête. Jean part alors pour une campagne militaire en Écosse qui s'avère désastreuse mais est nommé chevalier. De retour d'un voyage de trois jours à Paris où il est venu récupérer sa solde, Jean constate que son épouse est distante. Elle lui apprend que sa belle-mère la laissa seule au château durant son absence et qu'un homme, qu'elle avait croisé, lui demanda l'asile le temps que le fer de son cheval soit remis en place. Elle ouvrit la porte et Jacques le Gris, aidé de ce complice, entra et la viola dans le lit conjugal. Fou de rage et voulant défendre son honneur, Jean demande au comte de faire justice et sans résultat, porte l'affaire jusqu'au roi pour qu'un duel ait lieu. 
Point de vue de Jacques Le Gris
Après son serment d'allégeance, Jacques se rapproche du comte d'Alençon avec qui il partage son goût pour la fête et les femmes. Pierre lui propose de devenir son collecteur d'impôt car Charles est lettré et remplit son office à coup de méthode musclée. C'est ainsi qu'il récupère Aunou-le-Faucon puis le titre de capitaine avec le soutien du comte. Au cours de la fête où il se réconcilie avec Jean, Jacques fait la connaissance de Marguerite et discute avec elle. Croyant qu'elle n'aime pas Jean, Jacques imagine qu'elle veut le courtiser. 
Lors de l'absence de son mari, Jacques s'infiltre avec son complice et a une relation passionnée avec Marguerite. Juste après sa confession, Jacques est accusé et explique au comte qu'il n'y a pas eu viol mais un amour fou entre eux. Pierre lui conseille de nier toute accusation et qu'il sera lavé de tout soupçon car il est le représentant du roi. Cela ne suffit pas et Jacques doit se rendre à Paris pour s'expliquer. 
Point de vue de Marguerite
Marié à Jean, homme brusque et colérique, Marguerite a toutes les peines du monde à avoir un enfant au grand désespoir de son mari qui veut un fils. Les relations avec sa belle-mère sont également au plus bas et Marguerite fait la connaissance de Jacques au cours de la fête, qui, comme elle, est lettré et polyglotte. Marguerite l'arrête net quand la conversation commence à dévier et s'occupe des terres de son mari durant sa campagne d'Écosse. Laissée seule par sa belle-mère lors du voyage de Jean à Paris, elle laisse entrer les deux hommes et est violée par Jacques. Avouant ce qui est arrivé à son mari, Jean l'empresse de coucher ensemble, par peur qu'elle tombe enceinte de Jacques. L'affaire est portée jusqu'à Paris où six mois plus tard, Marguerite, enceinte, doit répondre aux questions des juges. Clamant son innocence, le roi autorise donc le duel. 
Le duel
Sous l'œil de Dieu, si Jean gagne, son honneur sera sauf. À l'inverse, Marguerite sera brûlée vive pour avoir calomnié Jacques. Elle donne naissance à un fils quelques jours avant le duel. 
Les deux hommes s'affrontent d'abord à cheval, puis à l'arme blanche. Sur le point de tuer Jacques, Jean lui demande de confesser son crime mais Jacques répète qu'il est innocent. Jean le tue et est acclamé par la foule. Le corps de Jacques est pendu par les pieds à l'entrée de la ville. 
L'épilogue explique aux spectateurs que Jean mourra lors d'une croisade (plus précisément à la bataille de Nicopolis en 1396) et que Marguerite continua à s'occuper du domaine jusqu'à sa mort sans jamais se remarier.

## Fiche technique
- Titre original : The Last Duel
- Titre français et québécois : Le Dernier Duel
- Réalisation : Ridley Scott
- Scénario : Ben Affleck, Matt Damon et Nicole Holofcener, d'après le roman Le Dernier Duel : Paris, 29 décembre 1386 d'Eric Jager (en)
- Musique : Harry Gregson-Williams
- Direction artistique : Stéphane Cressend et Cristina Onori
- Décors : Arthur Max
- Photographie : Dariusz Wolski
- Montage : Claire Simpson
- Production : Jennifer Fox, Ridley Scott, Nicole Holofcener et Kevin J. Walsh (en)
- Production déléguée : Ben Affleck, Madison Ainley, Matt Damon, Kevin Halloran et Drew Vinton
- Production associée : Sasha Veneziano
- Coproduction : Aidan Elliott
- Sociétés de production : 20th Century Studios, TSG Entertainment et Scott Free Productions
- Société de distribution : Walt Disney Studios Motion Pictures (États-Unis, Royaume-Uni et France)
- Pays de production :  États-Unis,  Royaume-Uni
- Langue originale : anglais
- Format : couleur — 2,35:1
- Genre : drame historique
- Durée : 152 minutes
- Dates de sortie :
  - Italie : 10 septembre 2021 (Mostra de Venise 2021 - hors compétition)
  - Belgique : 12 octobre 2021 (Festival du film de Gand) 
  - France : 13 octobre 2021
  - États-Unis, Royaume-Uni : 15 octobre 2021
- Classification[8] :
  - États-Unis : R
  - France : interdit aux moins de 12 ans avec avertissement
  - Royaume-Uni : interdit aux moins de 18 ans

## Distribution
- Matt Damon (VF : Damien Boisseau ; VQ : Gilbert Lachance) : Jean de Carrouges
- Adam Driver (VF : Valentin Merlet ; VQ : Christian Perrault) : Jacques le Gris
- Jodie Comer (VF : Olivia Luccioni ; VQ : Kim Jalabert) : Marguerite de Carrouges
- Ben Affleck (VF : Jean-Pierre Michaël ; VQ : Tristan Harvey) : le comte Pierre II d'Alençon
- Harriet Walter (VF : Frédérique Cantrel ; VQ : Élise Bertrand) : Nicole de Carrouges, la mère de Jean
- Nathaniel Parker (VF : Frédéric Souterelle ; VQ : Daniel Picard) : Robert de Thibouville, le père de Marguerite
- Sam Hazeldine : Thomin du Bois
- Michael McElhatton (VF : Pascal Germain ; VQ : Pierre Auger) : Bernard Latour
- Caoimhe O'Malley (VF : Elsa Davoine ; VQ : Stéfanie Dolan) : Elizabeth
- Aoibhín Murphy : Béatrice[9]
- Tallulah Haddon (en) (VF : Amélie Porteu de la Morandière ; VQ : Marie-Laurence Boulet)[10] : Marie[11]
- Bryony Hannah (en) (VF : Esther van den Driessche ; VQ : Émilie Bibeau) : Alice
- Zoé Bruneau (VF : elle-même) : Marie Chamallart
- Alex Lawther (VF : Anthony Carter ; VQ : Nicolas Bacon) : le roi Charles VI
- Marton Csokas (VF : Bruno Magne ; VQ : Patrice Dubois) : Crespin
- William Houston (VF : Loïc Houdré ; VQ : Alexandre Daneau) : Herald
- Clive Russell : l'oncle du roi
- Oliver Cotton (VQ : Marc Bellier) : Jean III de Carrouges
- Željko Ivanek (VF : Vincent Violette ; VQ : François L'Écuyer) : Le Coq
- Adam Nagaitis (VF : Marc Arnaud ; VQ : Adrien Bletton) : Adam Louvel
- Clare Dunne (en) : Ceila
- John Kavanagh (VF : Patrick Raynal ; VQ : Manuel Tadros) : le prêtre de le Gris
- Paul Bandey : un prêtre

 Source et légende : version française (VF) sur RS Doublage et selon le carton du doublage français cinématographique.

## Production

### Genèse et développement
Le film est une adaptation du livre d'un universitaire américain, The Last Duel: A True Story of Trial by Combat in Medieval France, publié en 2004 chez Random House. Ce livre a été traduit en français et publié par Flammarion en 2010 sous le titre Le Dernier Duel.
Dès l'annonce du projet, plusieurs critiques comparent The Last Duel au premier film de Ridley Scott, Duellistes,.

### Attribution des rôles
Les deux rôles masculins principaux étaient prévus initialement pour Matt Damon et Ben Affleck, qui ont participé à l'écriture du script. Mais à la suite d'autres engagements, la disponibilité de Ben Affleck s'avère difficile. Son rôle est confié à Adam Driver. Le rôle féminin principal revient à Jodie Comer,,. Ben Affleck reprendra le rôle du comte d'Alençon.

### Tournage
Le tournage débute en Dordogne le 14 février 2020,, dans les environs de Sarlat-la-Canéda : au château de Beynac, au château de Fénelon (uniquement pour des extérieurs) ou encore à la Bastide de Monpazier, place des Cornières, là même où le réalisateur avait déjà tourné au moins deux scènes de son premier film, plus de quarante ans auparavant, Les Duellistes,.
Il se déplace ensuite vers Narbonne, à l'abbaye de Fontfroide puis au château de Berzé en Saône-et-Loire, jusqu'au 12 mars 2020.

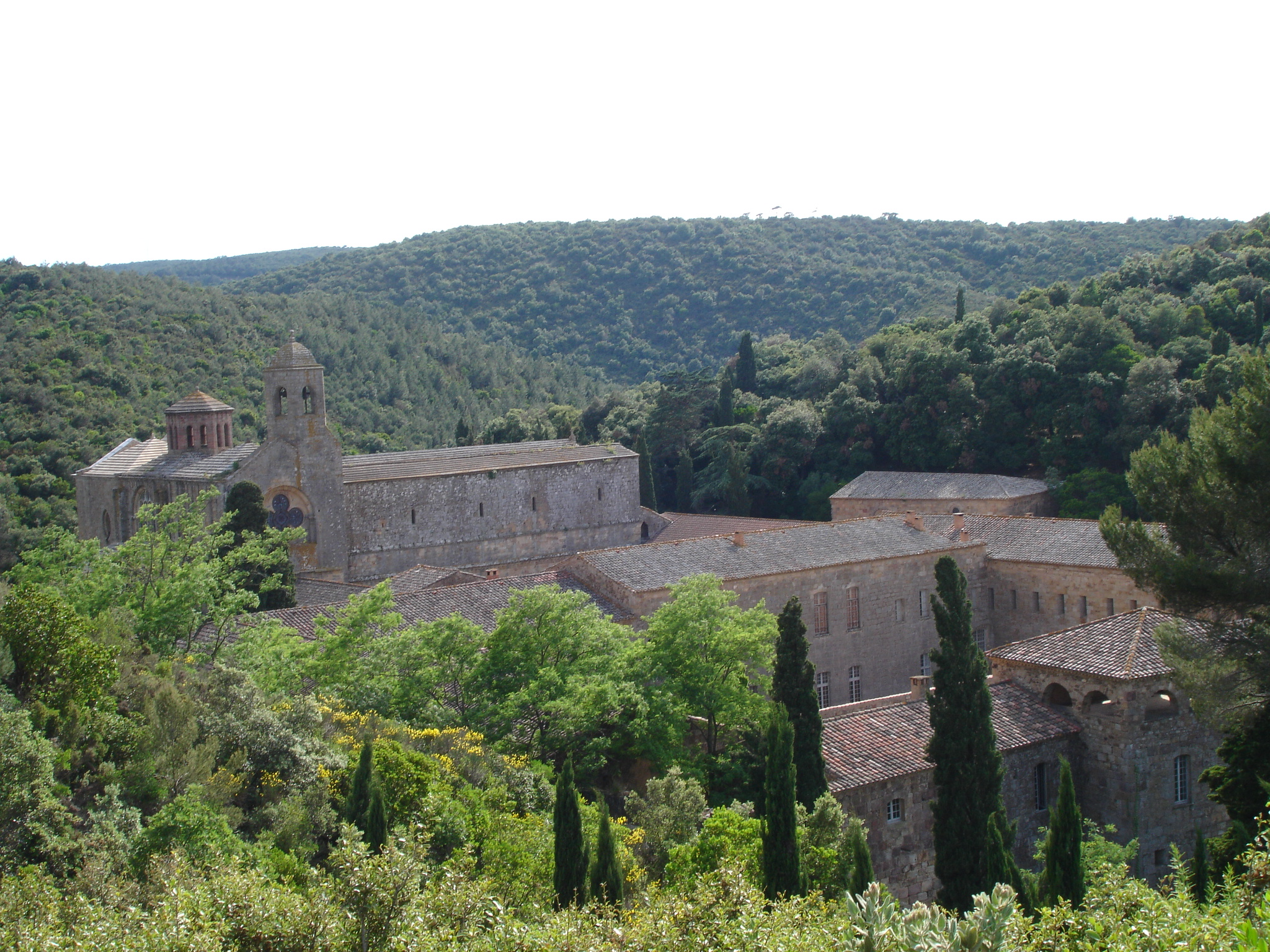
L'abbaye de Fontfroide.
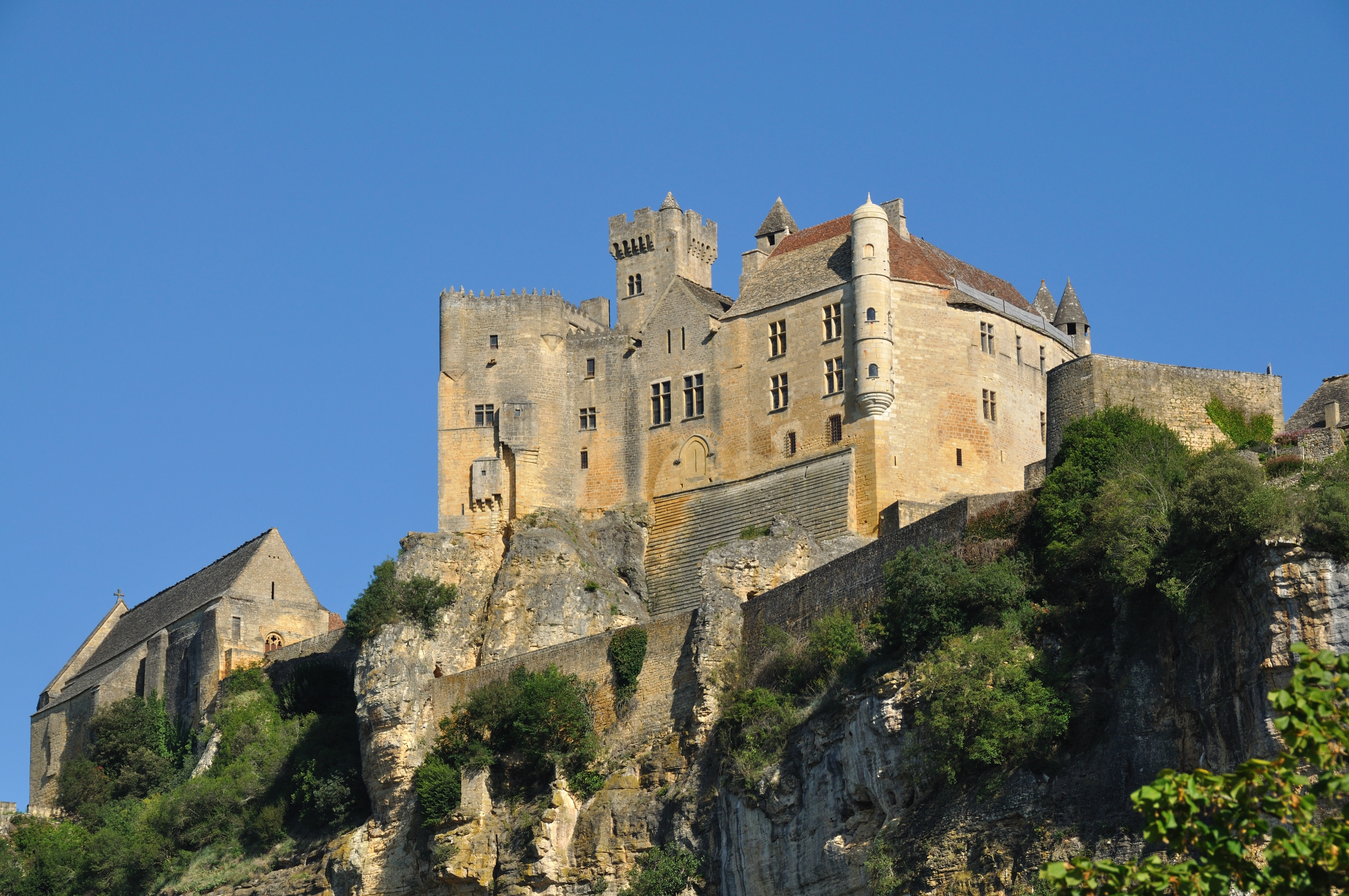
Le château de Beynac.
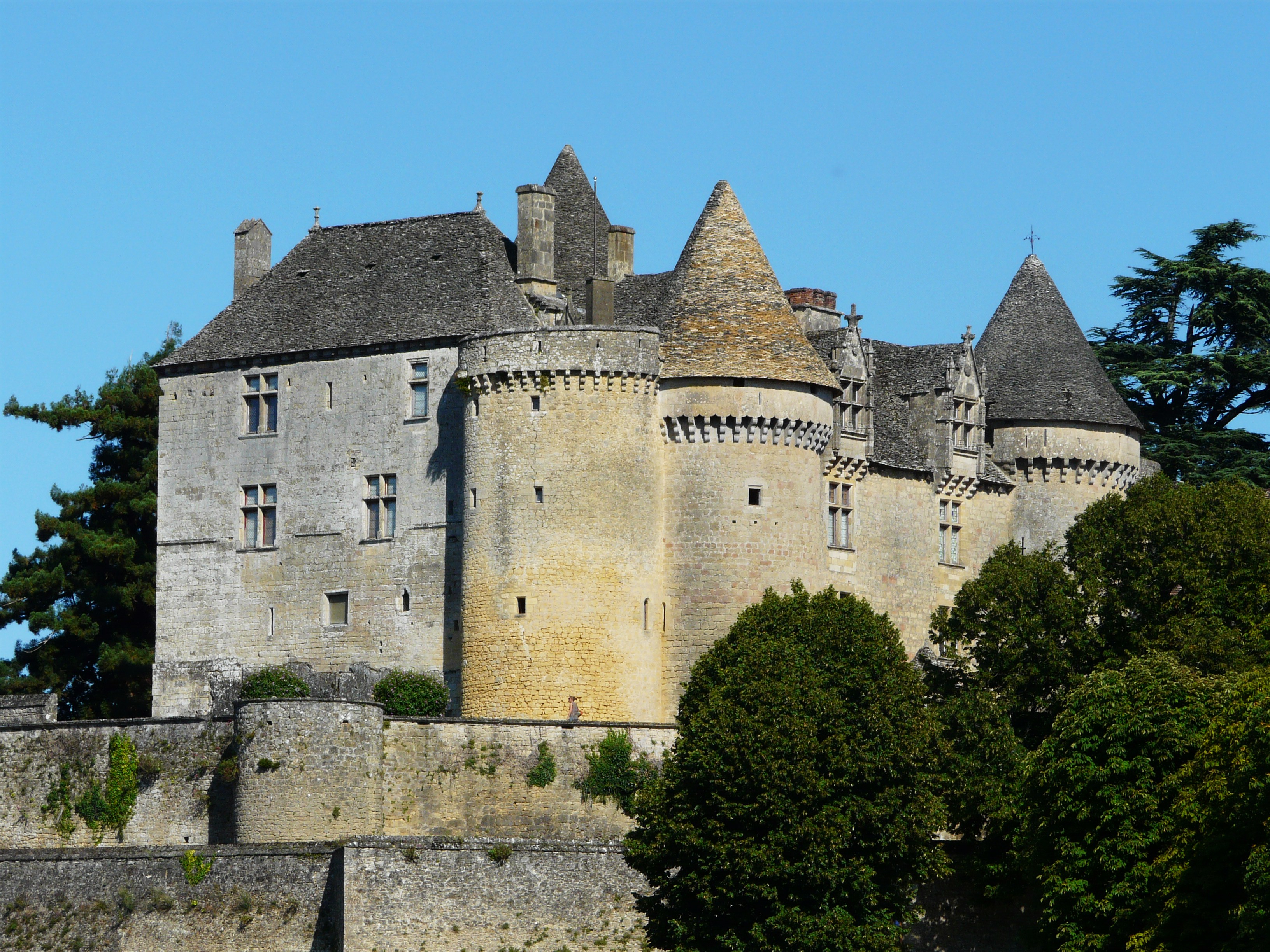
Le château de Fénelon.
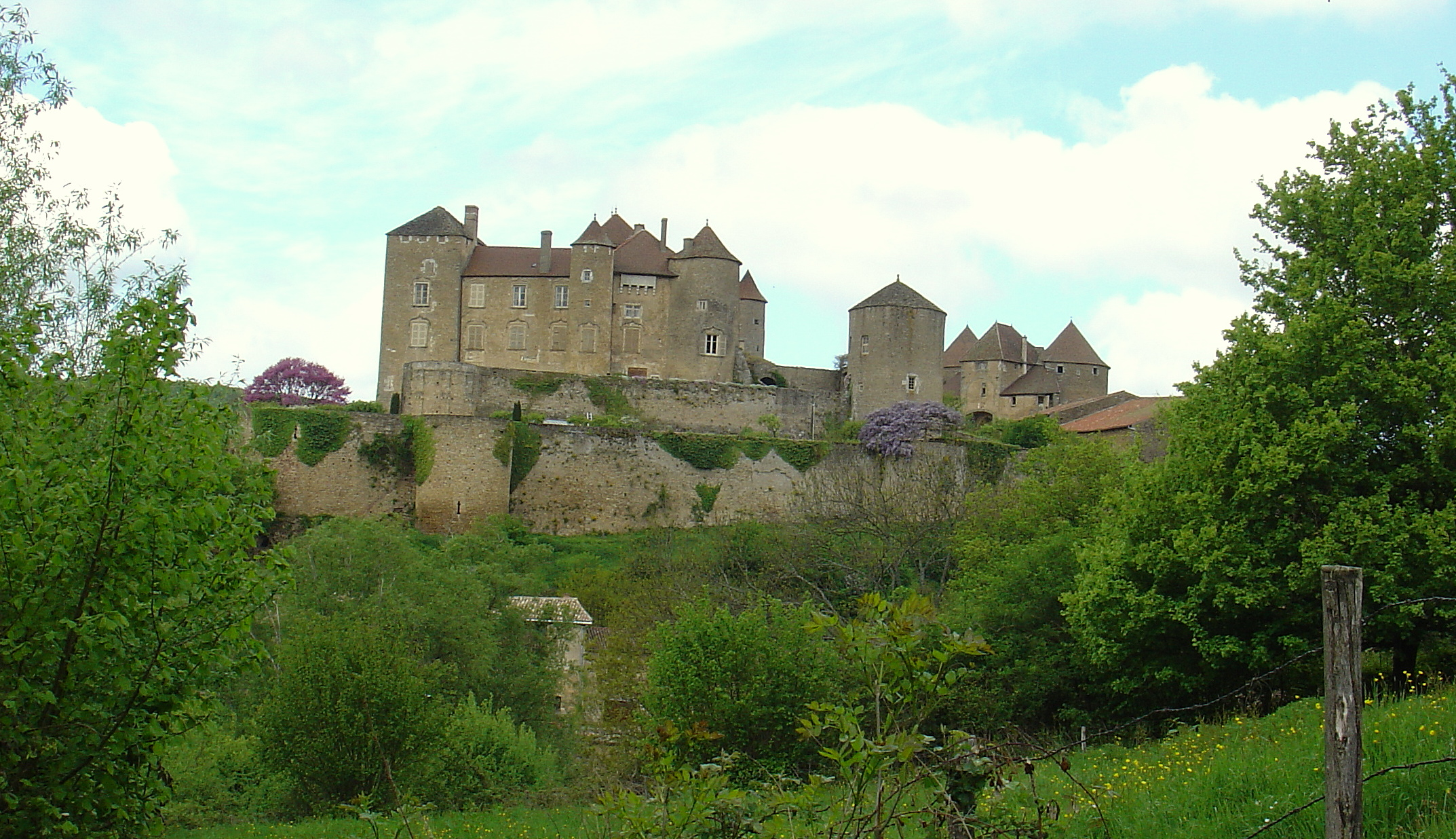
Le château de Berzé .

Le tournage devait se poursuivre une semaine plus tard en Irlande, notamment à Bective Bridge et Bective Abbey dans le comté de Meath, au château de Cahir dans le comté de Tipperary et aux studios Ardmore dans le comté de Wicklow.

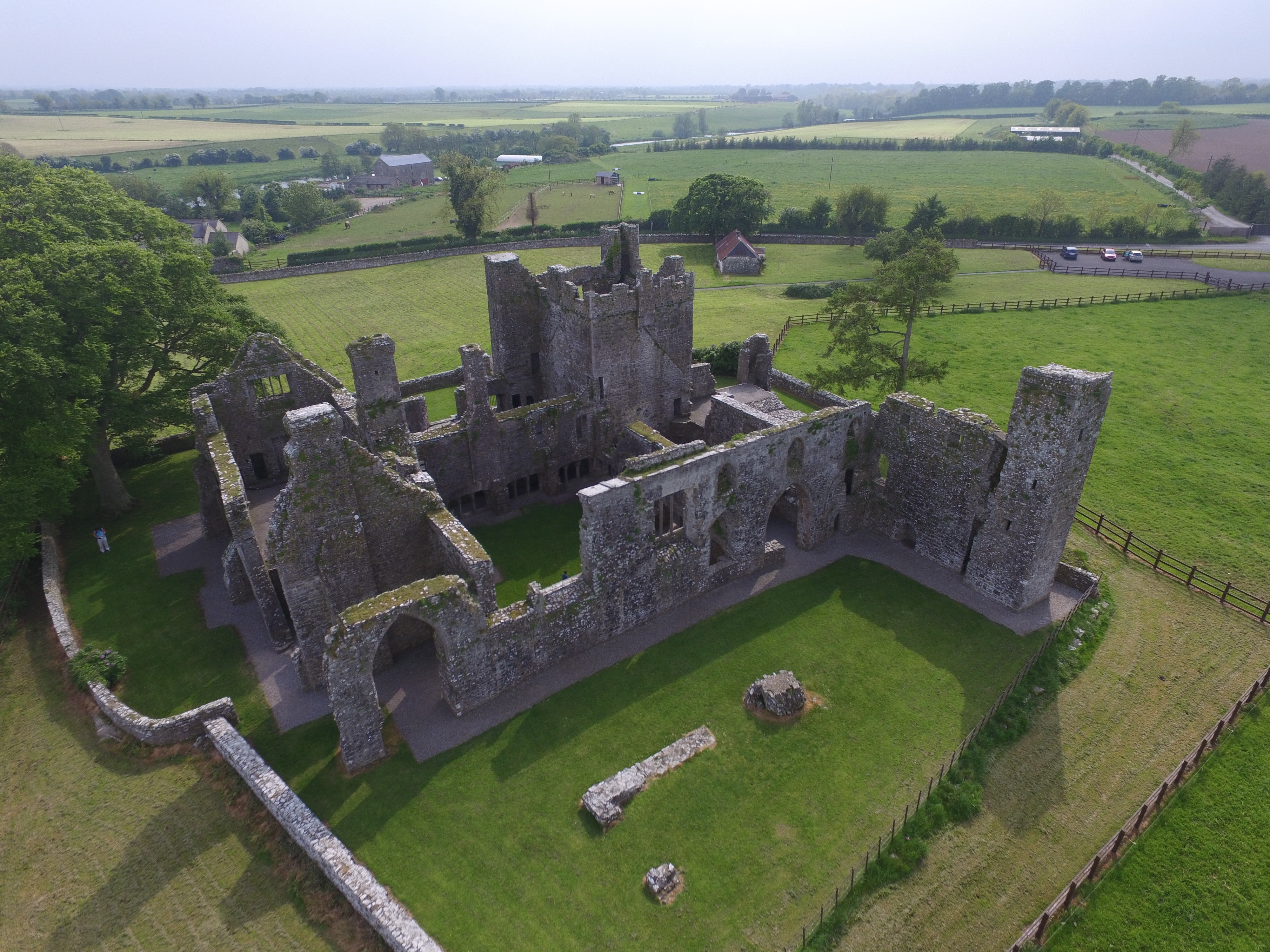
Bective Abbey.
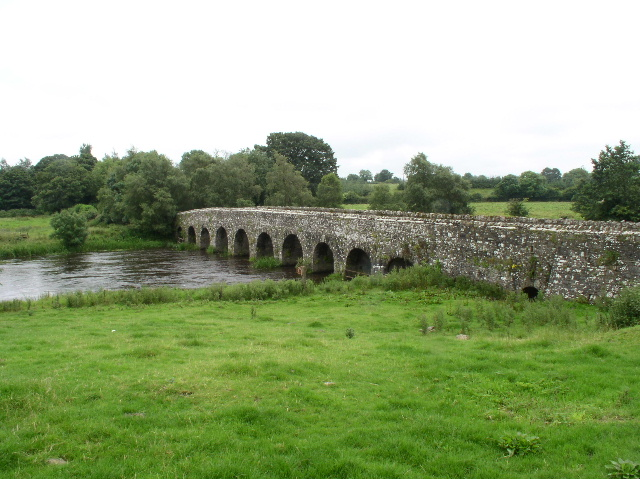
Bective Bridge.
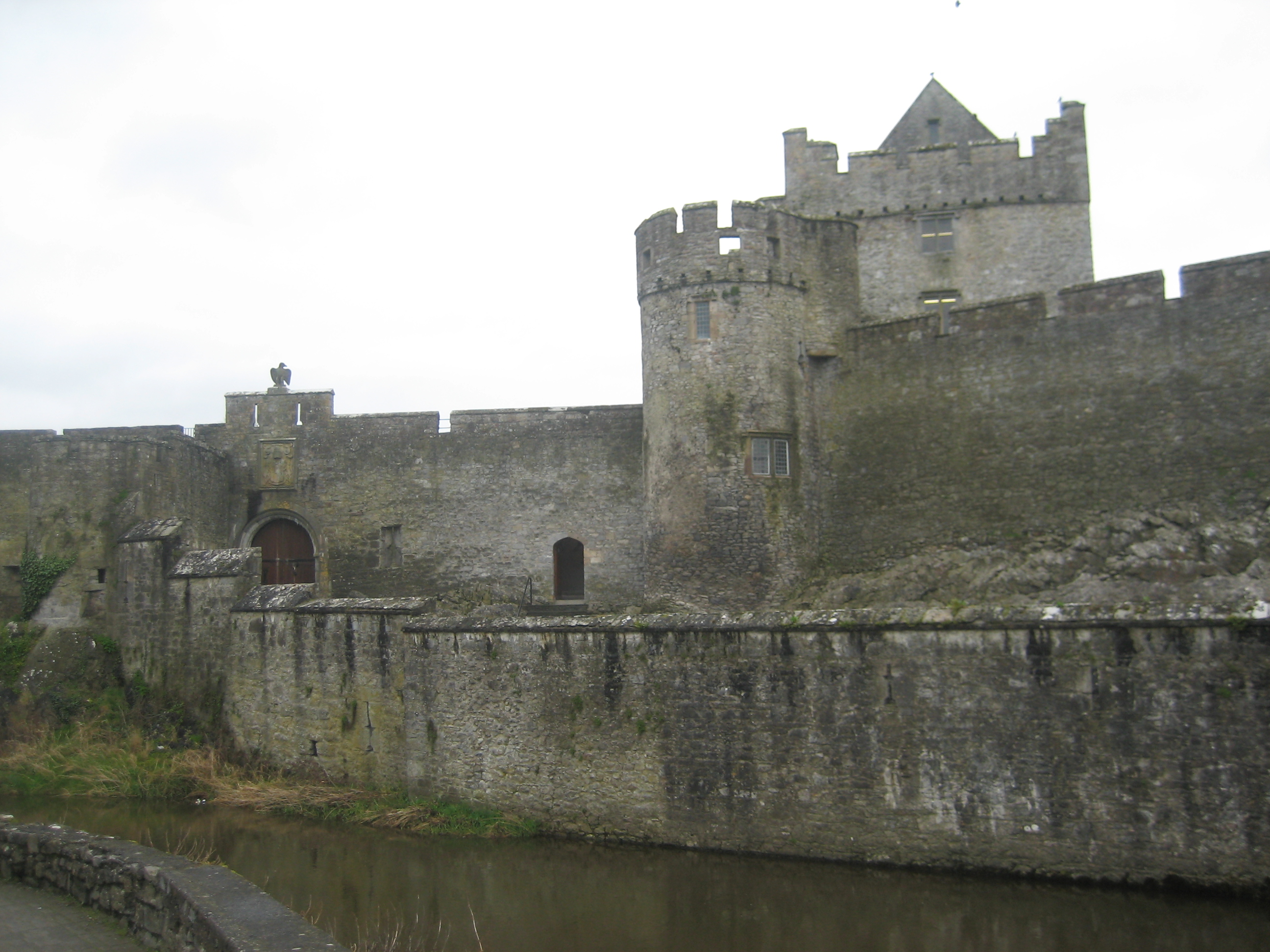
Château de Cahir.

Le 13 mars 2020, Disney annonce que le tournage est stoppé, en raison de la pandémie de Covid-19. Le tournage reprend finalement le 7 septembre,,. Il s'achève en Irlande le 14 octobre 2020.

## Accueil

### Date de sortie
Le film devait connaître une sortie limitée aux États-Unis le 25 décembre 2020, avant une sortie nationale début janvier 2021. En France, la sortie était fixée au 13 janvier 2021. Cependant, en raison de la Pandémie de Covid-19, la sortie est repoussée. En juillet 2020, Disney dévoile son futur calendrier de sorties américaines. The Last Duel est alors prévu pour le 15 octobre 2021 pour sa sortie américaine et le 13 octobre 2021 pour sa sortie en salles françaises.

### Critiques
Le film reçoit des critiques positives. Sur l'agrégateur américain Rotten Tomatoes, il récolte 87 % d'opinions favorables pour 186 critiques et une note moyenne de 7,4⁄10. Le consensus du site est le suivant « La critique de la misogynie systémique du Dernier Duel n'est pas aussi efficace qu'elle aurait pu l'être, mais cela reste un drame bien joué et stimulant, imprégné d'une grandeur épique ». Sur Metacritic, il obtient une note moyenne de 67⁄100 pour 48 critiques.
En France, le site Allociné recense 29 critiques presse et établit une moyenne de 3,9⁄5

### Box-office
Le film est un échec cuisant au box-office. Produit pour environ 100 millions de dollars, il n'en rapporte que 30 millions.
| Pays ou région    | Box-office      | Date d'arrêt du box-office | Nombre de semaines |
| ----------------- | --------------- | -------------------------- | ------------------ |
| États-Unis Canada | 10 853 945 $    | 2 décembre 2021            | 7                  |
| France            | 406 332 entrées | 30 novembre 2021           | 7                  |
| Total mondial     | 30 552 111 $    | -                          | -                  |

## Distinctions principales
Source et distinctions complètes : Internet Movie Database

### Récompenses
- National Board of Review 2021 : Top Ten Films
- Critics Choice Super Awards 2022 : meilleure actrice d'un film d'action pour Jodie Comer

### Nominations
- Razzie Awards 2022 : pire acteur dans un second rôle pour Ben Affleck
- Satellite Awards 2022 : meilleure musique de film et meilleur son

### Sélection
- Mostra de Venise 2021 : hors compétition